# Bell Helicopter Textron
Bell Helicopter – jeden z czołowych producentów komercyjnych i militarnych śmigłowców, a zarazem filia firmy Textron, Inc., to pionier w branży śmigłowców (powstał 10 czerwca 1935 r.) – znany przede wszystkim ze swojej nowatorskiej konstrukcji "tiltrotor" (wraz z Boeingiem stworzyli V-22 Osprey). Jeden z konkurentów firmy Sikorsky na światowym rynku producentów helikopterów. Siedziba firmy mieści się w Fort Worth w Teksasie, a fabryki w Amarillo (Teksas) i Mirabel, (Quebec, Kanada). Bell prowadził kooperację przy tworzeniu modelu AB139 z dwoma europejskimi firmami Agusta i Westland.

## Historia
Firma została założona 10 lipca 1935 roku jako Bell Aircraft Corporation przez Lawrence'a Bella w Buffalo w stanie Nowy Jork. Firma skupiła się głównie na projektowaniu i budowie samolotów myśliwskich. Ich pierwszymi myśliwcami były XFM-1 Airacuda, dwusilnikowy myśliwiec do atakowania bombowców oraz P-39 Airacobra. P-59 Aircomet, pierwszy amerykański myśliwiec odrzutowy, P-63 Kingcobra, będący następcą P-39, oraz Bell X-1. Bell 30 był ich pierwszym pełnowymiarowym śmigłowcem (pierwszy lot 29 grudnia 1942 r.), A Bell 47 stał się pierwszym helikopterem na świecie ocenionym przez władze lotnictwa cywilnego, odnosząc sukces cywilny i wojskowy.
Firma Textron kupiła Bella w 1960 r. Bell Aerospace składała się z trzech oddziałów Bell Aircraft Corporation, w tym z działu helikopterów, który stał się jedynym oddziałem nadal produkującym kompletne samoloty. Dywizja śmigłowców została przemianowana na Bell Helicopter Company i w ciągu kilku lat, po sukcesie UH-1 Huey podczas wojny w Wietnamie, stała się największą dywizją Textron. W styczniu 1976 roku Textron zmienił nazwę oddziału na Bell Helicopter Textron. 

## Produkty

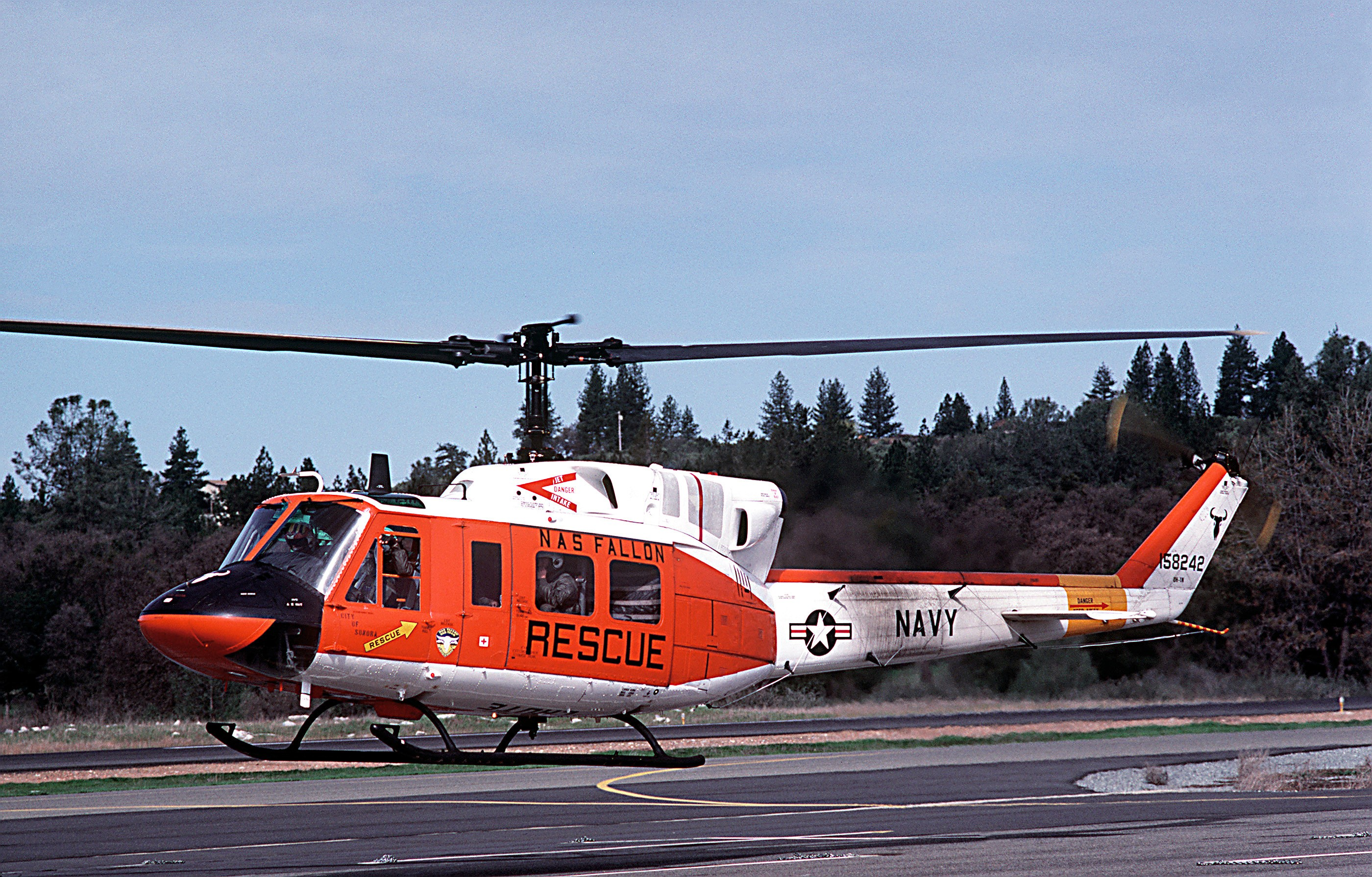
Bell UH-1N Twin Huey

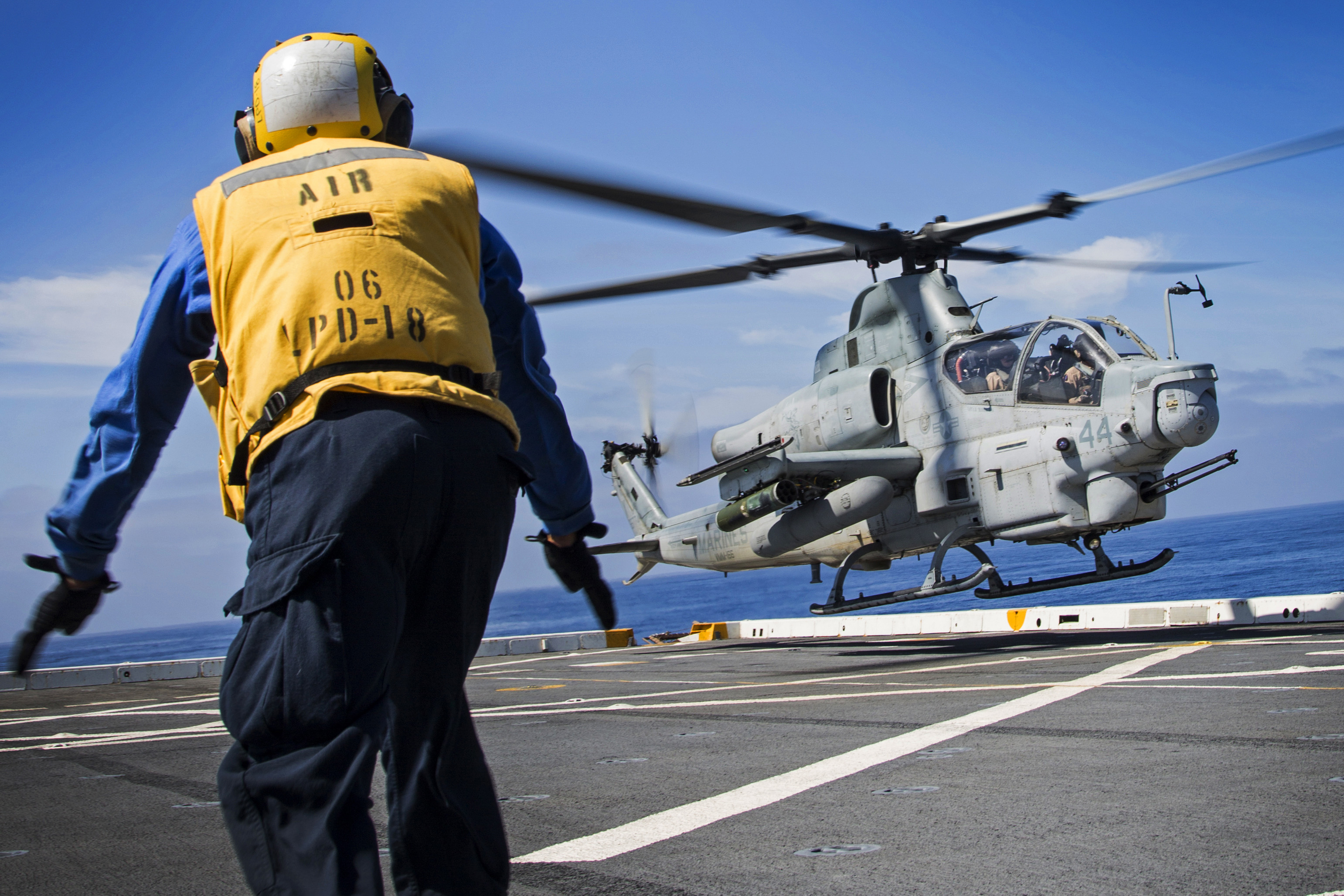
Bell AH-1Z Viper

### Śmigłowce wojskowe
- Bell OH-58 Kiowa
- Bell YOH-4
- Bell H-13 Sioux
- Bell HSL
- Bell UH-1 Iroquois
- Bell UH-1N Twin Huey
- Bell UH-1Y Venom
- Bell 533
- Bell AH-1 Cobra
- Bell 309 KingCobra
- Bell AH-1Z Viper
- Bell YAH-63
- Bell ARH-70

### Pionowzloty

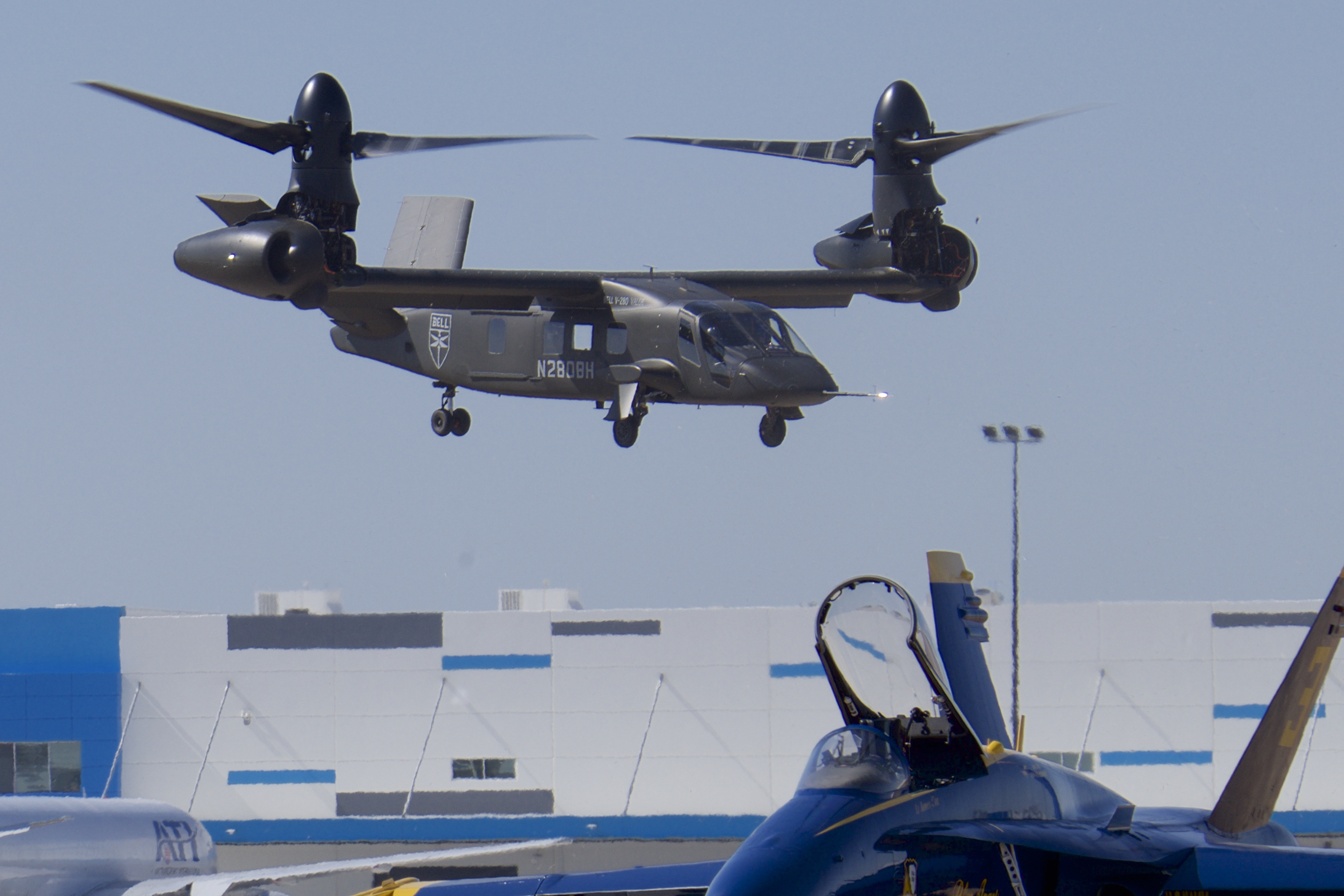
Bell V-280

- Bell-Boeing V-22 Osprey
- Bell XV-3
- Bell XV-15
- Bell V-247 Vigilant
- Bell V-280 Valor
- Bell Eagle Eye

### Śmigłowce cywilne

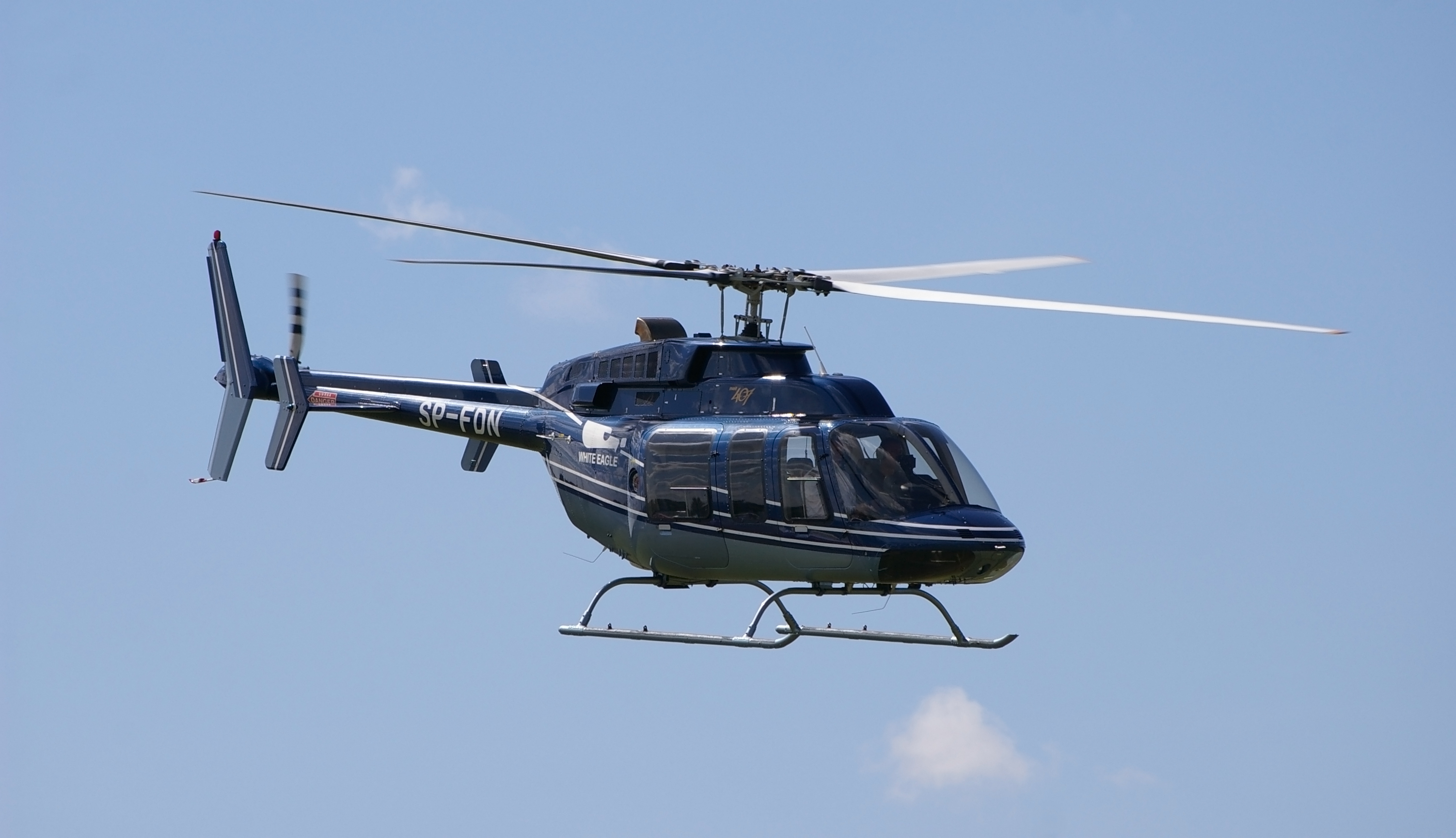
Bell 407

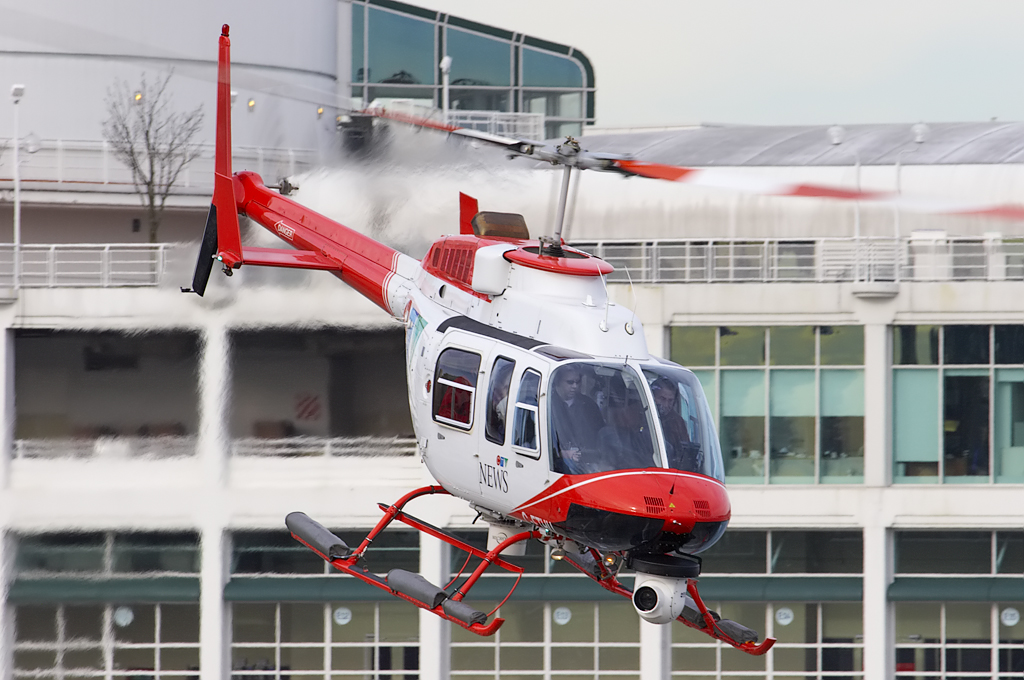
Bell 206

- Bell 30
- Bell 47
- Bell 204/205
- Bell JetRanger (Bell 206)
- Bell 210
- Bell 212
- Bell 214
- Bell 222/230
- Bell 407
- Bell 412
- Bell 427
- Bell 429
- Bell 430
- Bell 505
- Bell 525